# 八郎川
八郎川（はちろうがわ）は、長崎市の古賀・矢上地区を南へ流れ、天草灘へ注ぐ二級河川である。東長崎地区の中心河川で、流域は長崎県長崎市に属する。川の名は「鎮西八郎」と呼ばれた源為朝に由来している。

## 流域
長崎市・諫早市境界の井樋ノ尾岳（標高407m）を水源とする。源流は丘陵地の斜面を西へ流下し、標高50mほどの船石町・中里町の盆地に集まる。
古賀地区では谷底平野が形成されている。川は水田・住宅地・園芸用の畑（古賀植木）などがある平野内を蛇行し、多くの支流を併せながら緩やかに南西へ流れる。
下流の矢上地区は住宅地や商工業用地が集中し、流路の直線化・堰の設置・三面護岸・両岸護岸など大規模な河川改修が施されている。川は現川川や中尾川などを併せながら護岸内を南へ流れ、天草灘へ注ぐ。

## 支流
東長崎を囲む山々から多くの支流が合流する。左岸（東側）は、船石岳（451m）・行仙岳（456m）・普賢岳（439m）から清水川・都樋川・地蔵川が合流する。右岸（西側）は、前岳（366m）・帆場岳（506m）・矢筈岳（371m）などが連なる。正念川・間ノ瀬川・現川川・中尾川などの各河川が合流する。
右岸の支流は山頂までの距離もあって長い。本流は比較的穏やかに流れるが、支流はどれも急斜面を流れ下り、深い浸食谷を形成している。支流の流域では水田・ミカン畑・スギ林・ヒノキ林などが多く、ゲンジボタル生息地も各地に見られる。

## 関連施設
中尾ダム
支流の中尾川に、平成12年（2000年）に完成した多目的ダム。堤高40m・堤頂長201m・集水面積3.6km2・総貯水容量158万m3の重力式コンクリートダムである。
東望
河口右岸の地名。嘗て「東望の浜」と呼ばれた砂浜で、海水浴場として賑わっていた。しかし汚染が進んだこともあって砂浜は埋め立てられ、昭和50年（1975年）に長崎市中央卸売市場が建てられた。

## 橋梁
- 国道251号・矢上大橋 - 河口部に架かる。

## 平行する交通

### 道路
- 国道34号 - 流域に並走する。旧長崎街道に由来し、下流の矢上が長崎街道の宿場の一つだった。
- 長崎自動車道・長崎本線 - 上流・中流域で並走する。
- 長崎県道45号東長崎長与線 - 支流の間ノ瀬川に並走する。